# Mihăiță Micu
Mihăiță Andrei Micu (* 27. September 1999 in Vaslui) ist ein rumänischer Leichtathlet, der sich auf den Hammerwurf spezialisiert hat.

## Sportliche Laufbahn
Erste internationale Erfahrungen sammelte Mihăiță Micu im Jahr 2015, als er bei den Jugendweltmeisterschaften in Cali mit einer Weite von 69,59 m mit dem 5-kg-Hammer den elften Platz belegte. Anschließend gewann er beim Europäischen Olympischen Jugendfestival (EYOF) mit 70,18 m die Silbermedaille. Im Jahr darauf belegte er bei den erstmals ausgetragenen Jugendeuropameisterschaften ebendort mit 72,84 m den vierten Platz, ehe er bei den U20-Weltmeisterschaften in Bydgoszcz mit 67,38 m mit dem 6-kg-Hammer in der Vorrunde ausschied. 2017 erreichte er bei den U20-Europameisterschaften in Grosseto mit 69,19 m Rang elf und im Jahr darauf verpasste er bei den U20-Weltmeisterschaften in Tampere mit 67,98 m den Finaleinzug. Zudem wurde er bei den bei Balkan-Meisterschaften in Stara Sagora mit 61,96 m Fünfter. 2019 scheiterte er bei den U23-Europameisterschaften in Gävle mit 63,55 m in der Vorrunde und gelangte anschließend bei den Balkan-Meisterschaften in Prawez mit 65,02 m erneut auf Rang fünf. 2020 erreichte er bei den Balkan-Meisterschaften im heimischen Cluj-Napoca mit 67,03 m den vierten Platz und im Jahr darauf wurde er bei den Balkan-Meisterschaften in Smederevo mit 64,35 m Fünfter, ehe er bei den U23-Europameisterschaften in Tallinn mit 67,43 m den achten Platz belegte. 
In den Jahren von 2017 bis 2021 wurde Micu rumänischer Meister im Hammerwurf.